# مسجد اویس قرنی
مسجد اویس قرنی مسجدی شیعه در رقهٔ سوریه بود که در سال ۲۰۱۴ توسط داعش تخریب شد.
مزار عمار یاسر و اویس قرنی که هر دو در ۳۷ هجری در نبرد صفین کشته شدند در این مسجد قرار داشت.